# Bahnradsport-Weltmeisterschaften 1897
Die Bahnradsport-Weltmeisterschaften 1897 fanden vom 30. Juli bis 2. August in Glasgow auf der Radrennbahn im Celtic Park statt. Ausrichterin war die „International Cyclists Association“, eine Vorgänger-Organisation der UCI. Es nahmen rund 100 Rennfahrer aus elf Nationen teil.
Es wurden vier Rennen ausgetragen, zwei für Amateure und zwei für Berufsfahrer. Als Disziplinen standen Fliegerrennen, heute Sprint, über 1 Meile sowie Steherrennen über 100 km (hinter unmotorisierten Mehrsitzer-Schrittmachern, sog. Quadrup- und Quintuplets) auf dem Programm. Bei den einzelnen Rennen waren 5000 bis 10 000 Zuschauer vor Ort.
Willy Arend aus Hannover wurde Weltmeister der Sprinter und damit der erste deutsche Profi-Weltmeister im Radsport. Die Rad-Welt kommentierte: „Der deutsche Radfahrtsport wird es nicht vergessen dürfen, dass er Arend für diesen Ehrentag Dank schuldig ist.“ Zudem gab es Klagen der Fahrer über die „Russ- und Staubschicht“ in der Luft der Industriestadt Glasgow.
Berufsfahrer
| Disziplin                  | Platz | Land                   | Athlet              |
| -------------------------- | ----- | ---------------------- | ------------------- |
| Fliegerrennen über 1 Meile | 1     | Deutsches Reich        | Willy Arend         |
|                            | 2     | Vereinigtes Königreich | Charles F. Barden   |
|                            | 3     | Frankreich             | Paul Nossam         |
| Steherrennen über 100 km   | 1     | Vereinigtes Königreich | Jack William Stocks |
|                            | 2     | Vereinigtes Königreich | Arthur Chase        |
|                            | 3     | Vereinigtes Königreich | Fred Armstrong      |

Amateure
| Disziplin                  | Platz | Land                   | Athlet          |
| -------------------------- | ----- | ---------------------- | --------------- |
| Fliegerrennen über 1 Meile | 1     | Dänemark               | Edwin Schrader  |
|                            | 2     | Vereinigtes Königreich | W. P. Fawcett   |
|                            | 3     | Irland                 | Harry Reynolds  |
| Steherrennen über 100 km   | 1     | Vereinigtes Königreich | Edward Gould    |
|                            | 2     | Frankreich             | Émile Ouzou     |
|                            | 3     | Dänemark               | Rasmond Tjaerby |